# Winfried Otto Schumann
Winfried Otto Schumann, född 20 maj 1888 i Tübingen, död 22 september 1974, var en tysk elektroingenjör och fysiker. Han är framför allt känd för att 1952 ha förutspått Schumannresonansen, en serie lågfrekventa resonanser orsakade av blixturladdningar i atmosfären.

## Biografi
Schumann var som till den fysikaliske kemisten Ernst Otto Schumann (1852–1898) och växte upp i Kassel, i Berndorf nära Wien och Karolinental nära Prag. Han studerade elektroteknik vid Tekniska högskolan i Karlsruhe och doktorerade 1912 på en avhandling om starkströmsteknik. Han arbetade därefter som chef vid Brown, Boveri & Cie:s högspänningslaboratorium i Baden fram till första världskrigets början. Under kriget tjänstgjorde han som radiooperatör.
1919 började han arbeta som forskningsassistent vid institutet för elektroteknik vid Tekniska högskolan i Stuttgart, där han 1920 habiliterade. Omedelbart efteråt erbjöds han en tjänst som extra ordinarie professor i teknisk fysik vid Universitetet i Jena. 1924 tillträdde han en befattning som ordinarie professor i teoretisk elektroteknik och föreståndare för ett nystartat elektrofysikaliskt laboratorium vid Tekniska högskolan i München. Laboratoriet omvandlades senare till elektrofysikaliska institutet, och Schumann stannade där till sin pensionering 1961, men fortsatte att undervisa även därefter.
Från september 1947 till oktober 1948 var Schumann tjänstledig från sin professur och arbetade för USA:s flygvapen vid Wright Airfield i Dayton, Ohio.
Schumann blev 1945 ledamot av Bayerische Akademie der Wissenschaften, blev 1957 hedersdoktor vid Tekniska högskolan i Darmstadt och tilldelades 1963 Förbundsrepubliken Tysklands förtjänstorden (Großes Verdienstkreuz).

## Forskningsinsatser
När han var verksam inom industriforskning och i Stuttgart arbetade han huvudsakligen med elektriskt genomslag i gaser, vätskor och fasta material. I München utökades hans forskningsområde till högfrekvensteknik och plasmafysik. Han skrev bland annat en serie publikationer om jonosfärens beteende och experiment med plasma i laboratoriemiljö under liknande förhållanden.
Efter 1950 ägnade sig Schumann åt frågor gällande vågutbredning och elektromagnetiska vågor som induceras av blixturladdningar. Det var i samband med detta som han skrev om de resonanser som senare har fått namnet Schumannresonanser.